# Vittorio Matteo Corcos
Vittorio Matteo Corcos (ur. 4 października 1859 w Livorno, zm. 8 listopada 1933 we Florencji) – włoski malarz.
Studiował malarstwo we Florencji i Neapolu. W 1880 wyjechał do Paryża, gdzie współpracował z Goupil Art Gallery. Wystawiał w paryskim Salon des artistes français. Na przełomie XIX i XX w. był popularnym portrecistą.

## Galeria

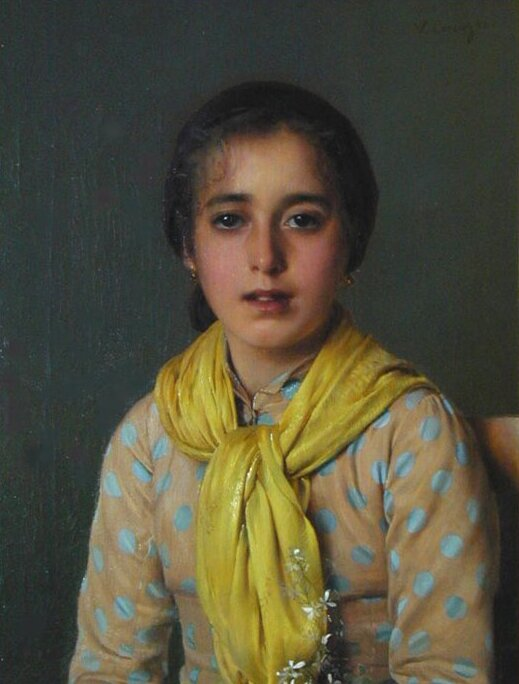
Jeune fille au foulard jaune
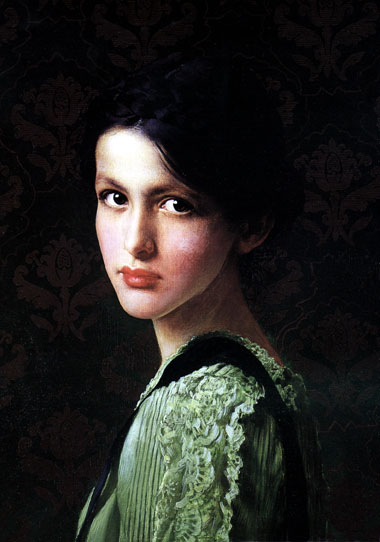
Portrait de femme
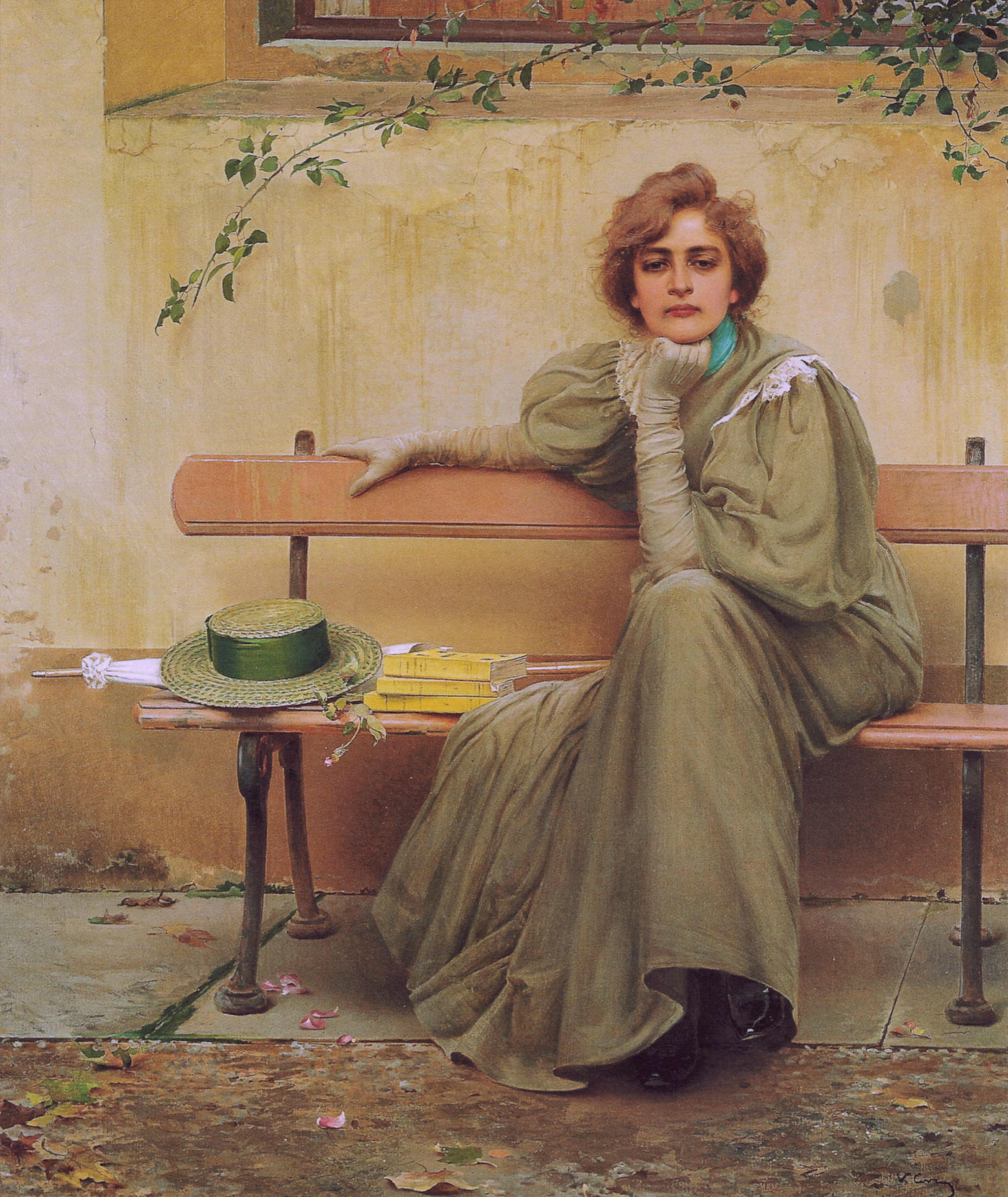
Vittorio Matteo Corcos – ‘‘Sogni’’- 1896
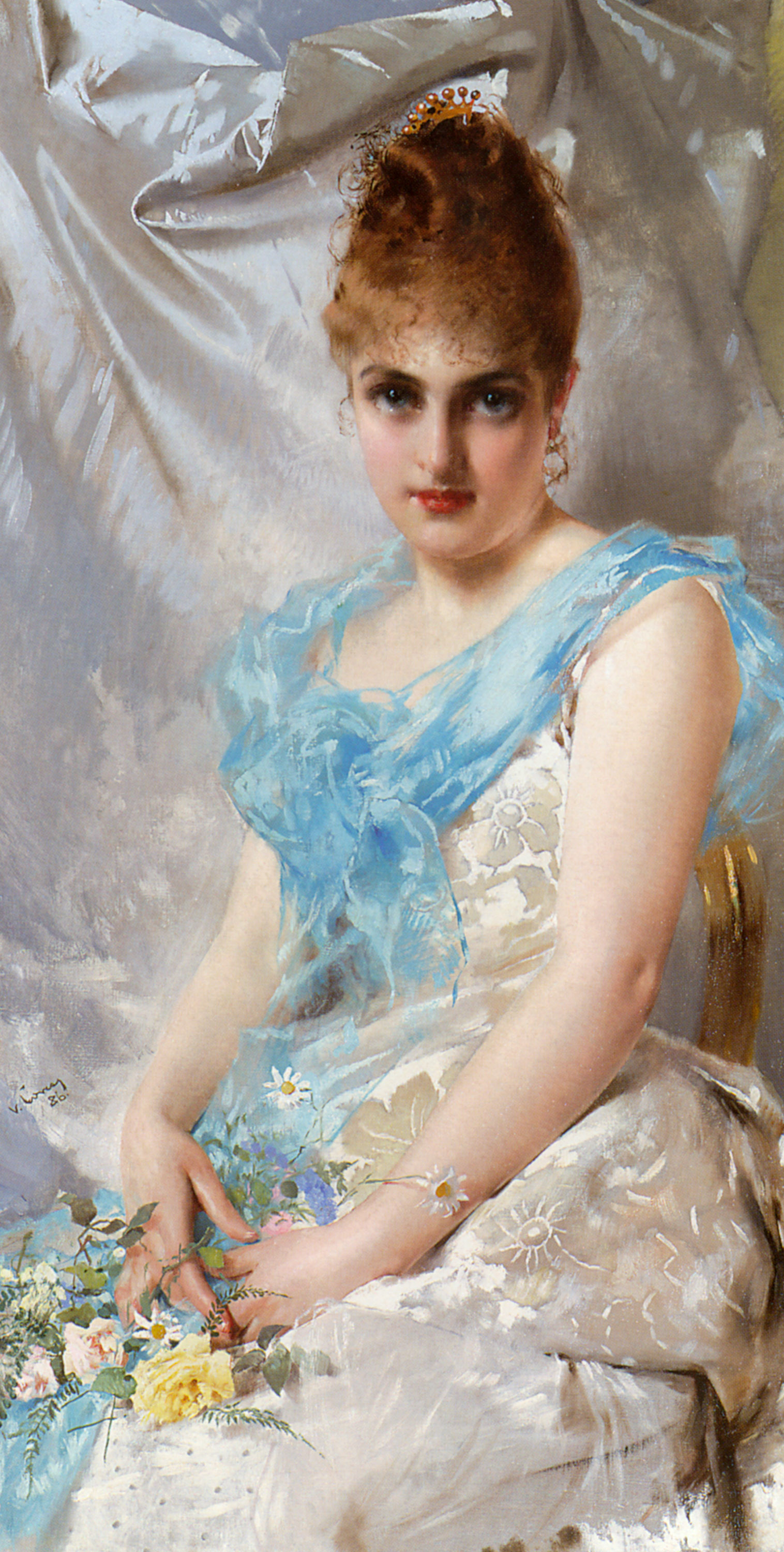
Wiosenna piękność, 1886
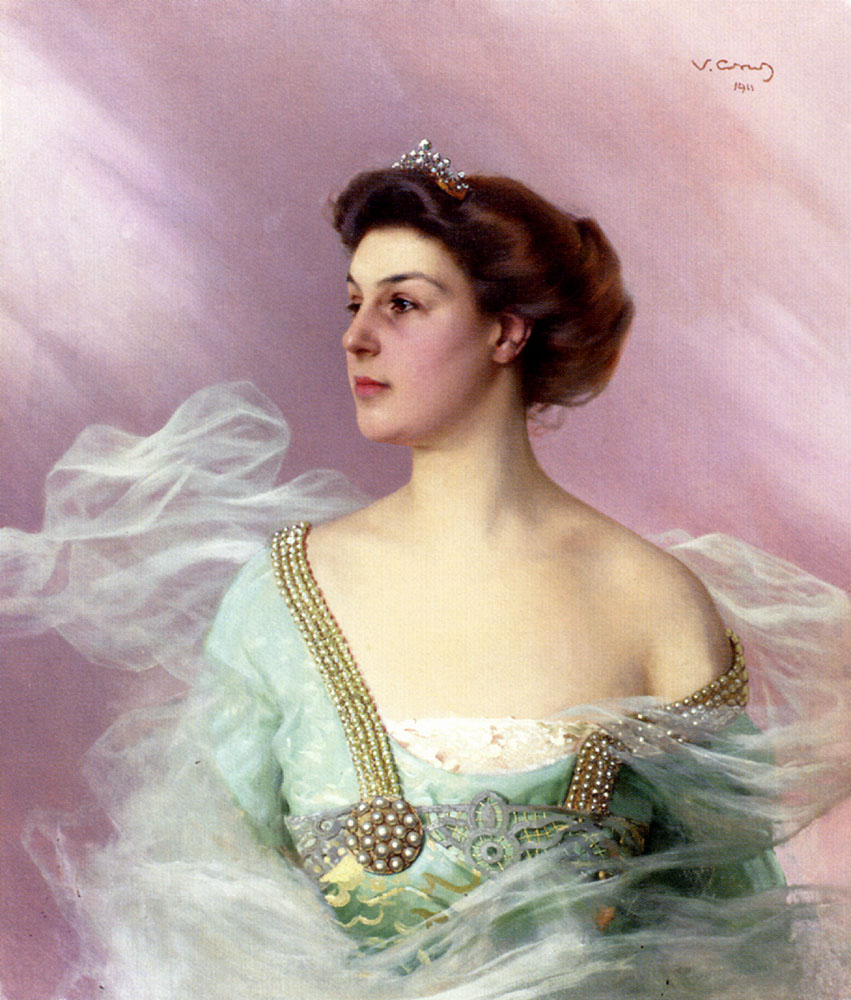
Portrait de femme
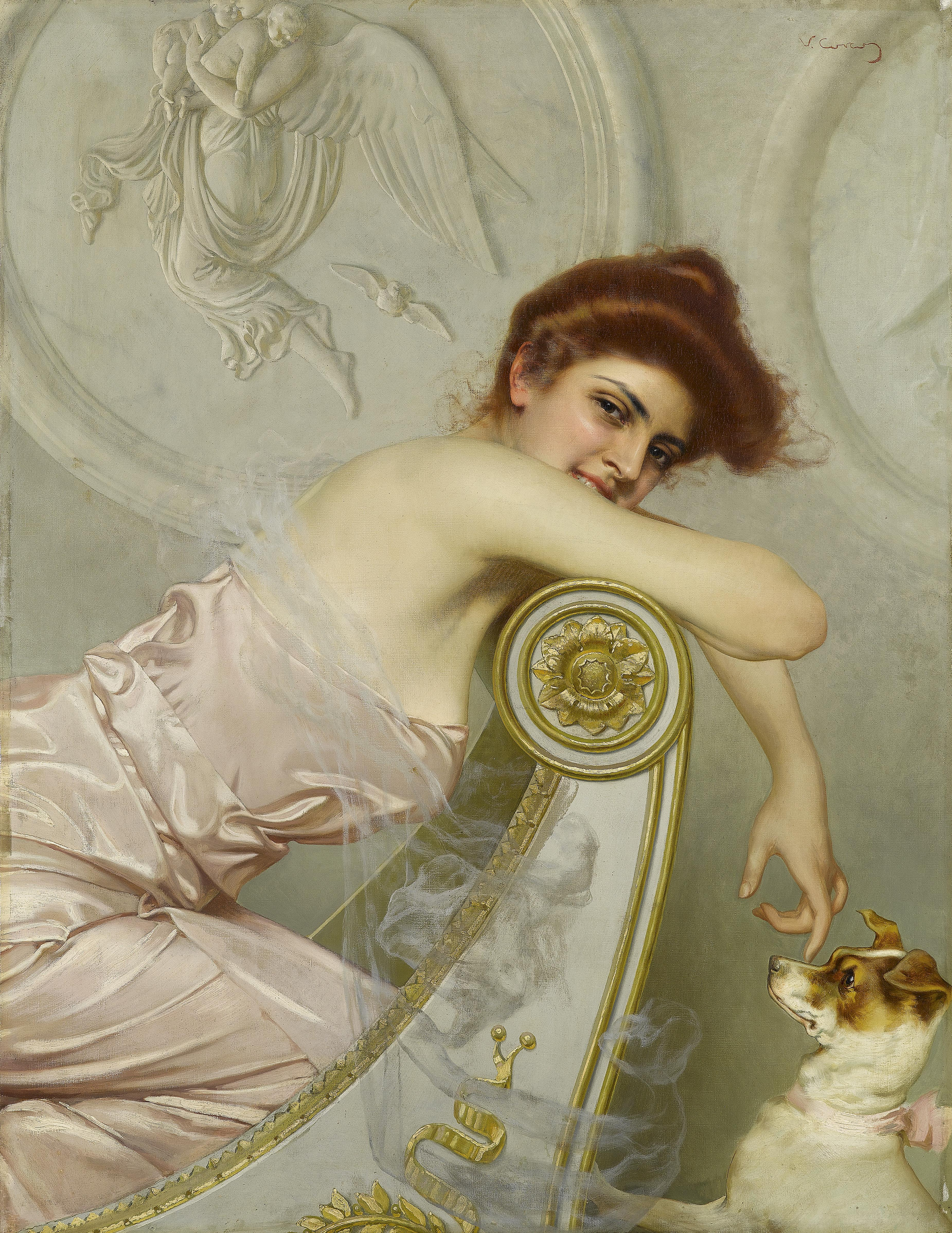
Vittorio Matteo Corcos: Jeune femme au chien, c1895
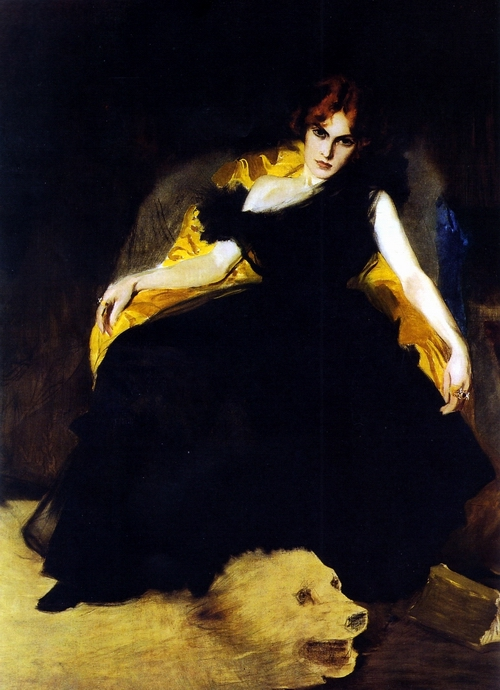
Vittoriocorcos La Morhinomane
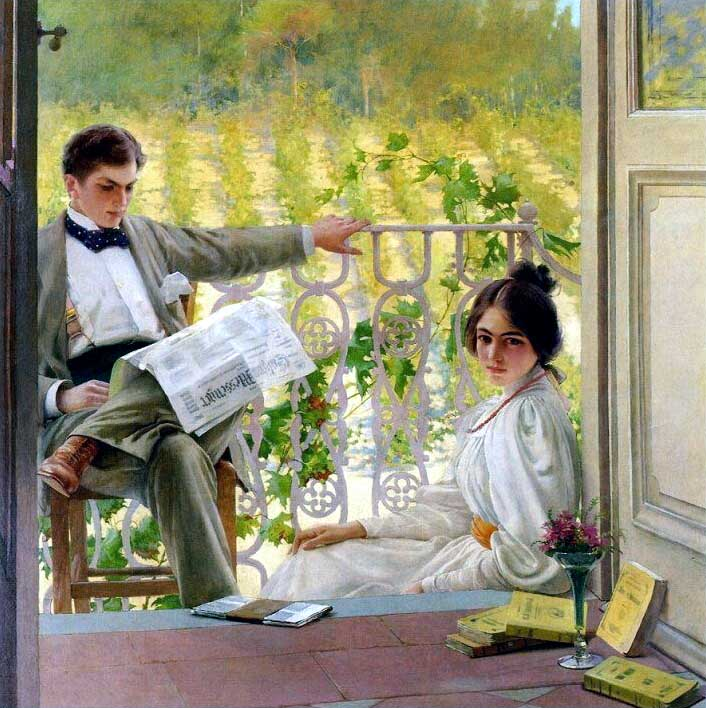
Pomeriggio-in-terrazza